# Religieus nationalisme
Religieus nationalisme kan op verschillende manieren worden begrepen, zoals nationalisme als een op zichzelf staande religie, een standpunt verwoord door Carlton Hayes in zijn boek Nationalism: A Religion, of als de relatie tussen nationalisme en een specifiek religieus geloof, dogma, ideologie of verbondenheid ermee. Deze relatie kan worden onderverdeeld in twee aspecten: de politisering van religie en de invloed van religie op politiek.
In het eerste aspect kan een gedeelde religie bijdragen aan een gevoel van nationale eenheid, een gemeenschappelijke band onder de burgers van de natie. Een ander politiek aspect van religie is de ondersteuning van een nationale identiteit, vergelijkbaar met gedeelde etniciteit, taal of cultuur. De invloed van religie op politiek is meer ideologisch, wanneer geldende interpretaties van religieuze ideeën aanzetten tot politiek activisme en actie; bijvoorbeeld, dat wetten worden aangenomen om strengere religieuze naleving te bevorderen.
Ideologisch gedreven religieus nationalisme hoeft op zich niet per se gericht te zijn tegen andere religies, maar kan een duidelijk uitgesproken antwoord zijn op moderniteit en met name op seculier nationalisme. Sterker nog, religieus nationalisme kan zichzelf presenteren als de tegenhanger van seculier nationalisme. Naties waarvan de grenzen relatief recent zijn of die met kolonialisme te maken hebben gehad, zijn mogelijk vatbaarder voor religieus nationalisme, wat kan worden gezien als een meer authentieke of "traditionele" weergave van hun identiteit. Zo was er wereldwijd een opkomst van religieus nationalisme na het einde van de Koude Oorlog, maar ook als gevolg van postkoloniale politiek (een confrontatie met aanzienlijke ontwikkelingsuitdagingen, maar ook een moeten omgaan met de realiteit van koloniaal gedefinieerde, en daarom enigszins kunstmatige, grenzen). In zo'n scenario kan het beroep op een nationaal identiteitsgevoel dienen om regionale spanningen te overstemmen.
Het gevaar is dat wanneer een staat zijn politieke legitimiteit ontleent aan het naleven van religieuze doctrines, hiermee een opening geboden kan worden aan religieuze elementen, instellingen en leiders, die met een beroep op religie dit meer 'authentiek' kunnen maken door theologische interpretaties explicieter in het politieke leven in te brengen. Dus: het beroep op religie als een kenteken van etniciteit creëert een opening voor meer uitgesproken en ideologische interpretaties van religieus nationalisme. Veel etnisch en cultureel nationalisme bevat religieuze aspecten, maar eerder als een kenmerk van groepsidentiteit dan als een intrinsieke motivatie voor nationalistische claims.

## Boeddhistisch nationalisme
Buddhistisch nationalisme is voornamelijk prominent en invloedrijk in landen zoals Sri Lanka en Myanmar, en is ook aanwezig in Cambodja en Thailand. Sinhalees boeddhistisch nationalisme is een politieke ideologie die de nadruk legt op de Sinhalese cultuur en etniciteit in combinatie met een focus op het Theravada boeddhisme, dat het dominante geloofssysteem is van de Sinhalese in Sri Lanka. De Patriottische Vereniging van Myanmar en de 969-beweging hebben als doel de Birmese bevolking en hun boeddhistische religie te "organiseren en beschermen", wat beïnvloed wordt door het boeddhistisch nationalisme in Myanmar.

## Christelijk nationalisme
Christelijk nationalisten leggen meer nadruk op interne politiek, zoals het doorvoeren van wetten die hun visie op het christendom weerspiegelen. In de Verenigde Staten neigt christelijk nationalisme naar conservatisme. In landen met een staatskerk handhaven christelijk nationalisten, in hun streven om de status van een christelijke staat te behouden, een anti-ontbindingsstandpunt. Ze bevorderen actief religieuze (christelijke) discoursen op verschillende gebieden van het sociale leven, van politiek en geschiedenis tot cultuur en wetenschap; wat betreft wetgeving bijvoorbeeld, pleiten christelijk nationalisten voor zondagrustwetten. Onderscheidende, geradicaliseerde vormen van religieus nationalisme of clerus-nationalisme ontstonden aan de uiterst rechtse kant van het politieke spectrum in verschillende Europese landen, vooral tijdens het interbellum in de eerste helft van de 20e eeuw
- In de Middeleeuwen werden inspanningen geleverd om een pan-christelijke staat te vestigen door de landen binnen het christendom te verenigen. Christelijk nationalisme speelde een rol in deze tijd waarin christenen de drang voelden om gebieden te heroveren waar het christendom bloeide. Na de opkomst van de islam verloor bepaalde delen van Noord-Afrika, Oost-Azië, Zuid-Europa, Centraal-Azië en het Midden-Oosten de christelijke controle.
- In Polen werd nationalisme altijd gekenmerkt door loyaliteit aan de Katholieke Kerk. Groepen zoals de Nationale Herleving van Polen gebruiken slogans als "Wielka Polska Katolicka" (Groot Katholiek Polen) en protesteren hevig tegen de legalisatie van homohuwelijk en abortus. Conservatieve religieuze groepen verbonden met Radio Maryja worden vaak beschuldigd van het koesteren van nationalistische en antisemitische opvattingen.
- Religieus nationalisme, gekenmerkt door gemeenschappelijke toewijding aan de Oosters-Orthodoxie en nationale orthodoxe kerken, komt voor in veel staten in Oost-Europa en in de Russische Federatie.

## Hindoenationalisme
Gezien de uitgebreide linguïstische, religieuze en etnische diversiteit van de Indiase bevolking, valt nationalisme in India over het algemeen niet binnen het kader van één enkele variant van nationalisme. Indiërs kunnen zich identificeren met hun natie op basis van burger-, cultureel, of derdewereldnationalisme. Commentatoren hebben opgemerkt dat in het moderne India een hedendaagse vorm van hindoeïstisch nationalisme, bekend als Hindutva, wordt gesteund door de Bharatiya Janata Partij en Rashtriya Swayamsevak Sangh.
Hindutva (wat "hindoe-zijn" betekent), een term die populair werd gemaakt door de hindoe-nationalist Vinayak Damodar Savarkar in 1923, is de overheersende vorm van hindoeïstisch nationalisme in India. Hindutva wordt gepromoot door de rechtse hindoe-nationalistische vrijwilligersorganisatie Rashtriya Swayamsevak Sangh (RSS), algemeen beschouwd als de ouderorganisatie van de regerende Bharatiya Janata Partij, samen met haar gelieerde organisaties, met name de Vishva Hindu Parishad.

## Islamitisch nationalisme
In tegenstelling tot het seculiere nationalisme in de meeste andere landen, is het Pakistaanse nationalisme van religieuze aard, omdat het gebaseerd is op islamitisch nationalisme. Religie vormde de kern van het Pakistaanse nationalistische verhaal. Het Pakistaanse nationalisme is sterk verbonden met het islamitische erfgoed, de religie van de islam en het pan-islamisme, zoals beschreven in de twee-natie-theorie. Het verwijst ook naar het bewustzijn en de uitdrukking van religieuze en etnische invloeden die bijdragen aan het vormen van het nationale bewustzijn. Pakistan wordt wel eens aangeduid als een 'mondiaal centrum voor de politieke islam'. Hamas is een partij die Palestijns nationalisme met islamisme combineert. Turks-islamitisch nationalisme en Koerdisch-islamitisch nationalisme zijn andere voorbeelden van religieus nationalisme. Jaish ul-Adl mengt Baloch-nationalisme met de islam. De ideologie van de Taliban combineert islamisme met Pashtunwali. De Somalische islamistische beweging Al-Shabaab integreert Somalisch religieus nationalisme en anti-imperialisme in haar salafistische jihadistische ideologie.

## Joods nationalisme
Religieus zionisme is een ideologie die het zionisme en het orthodoxe jodendom samenvoegt. Vóór de oprichting van de staat Israël waren religieuze zionisten voornamelijk vrome joden die de inspanningen van het zionisme steunden om een joodse staat in het land van Israël te herstellen. Na de Zesdaagse Oorlog en de verwerving van de Westelijke Jordaanoever werden rechtse elementen van de religieus-zionistische beweging geïntegreerd in het Israëlische nationalisme en evolueerden zij naar het neozionisme, waarvan de ideologie draait om drie pijlers: het land van Israël, het volk van Israël, en de Thora van Israël.
De aanhangers ervan worden ook wel Dati Leumi genoemd, en in Israël worden ze meestal aangeduid met het meervoud van het eerste deel van die term: Datiim (דתיים, 'Religieus'). De gemeenschap wordt soms ook wel 'gebreide keppel' (כִּפָּה סְרוּגָה, Kippah seruga) genoemd, naar de typische hoofddeksel die mannelijke aanhangers van het religieus zionisme dragen.
Religieuze zionisten geloven dat Eretz Israël (het Land van Israël) door God aan de oude Israëlieten is beloofd. Bovendien hebben moderne Joden de plicht om het land te bezitten en te verdedigen op manieren die in overeenstemming zijn met de hoge normen van rechtvaardigheid die de Thora voorschrijft. Voor generaties diaspora-joden was Jeruzalem een symbool van het Heilige Land en van hun terugkeer naar dat land, zoals door God beloofd in talrijke Bijbelse profetieën. Desondanks omarmden veel joden het zionisme niet vóór de jaren 1930, en bepaalde religieuze groepen verzetten zich er destijds tegen, zoals sommige groepen dat nu nog steeds doen, met het argument dat het proberen om de joodse heerschappij in Israël door menselijke tussenkomst te herstellen godslasterlijk was. Het bespoedigen van de verlossing en de komst van de Messias werd als religieus verboden beschouwd, en zionisme werd gezien als een teken van ongeloof in Gods macht, en daarom als een rebellie tegen God.
Rabbi Kook ontwikkelde een theologisch antwoord op die bewering, waarmee hij het zionisme religieus legitimeerde: "Zionisme was niet slechts een politieke beweging van seculiere joden. Het was in feite een instrument van God om Zijn goddelijke plan te bevorderen en de terugkeer van de joden naar hun thuisland in gang te zetten – het land dat Hij aan Abraham, Isaac en Jacob had beloofd. God wil dat de kinderen van Israël terugkeren naar hun thuis om een joodse soevereine staat te vestigen, waarin joden volgens de wetten van de Thora en de Halacha kunnen leven, en de mitswot van Eretz Israël kunnen vervullen (dit zijn religieuze geboden die alleen in het Land van Israël kunnen worden uitgevoerd). Bovendien was het cultiveren van het Land van Israël een mitswa op zichzelf, en deze moest worden uitgevoerd. Daarom is het vestigen van Israël een verplichting voor religieuze joden, en het helpen van het zionisme is in feite het volgen van Gods wil."

#### Oppositie
Sommige Haredische joden beschouwen het vestigen van joodse soevereiniteit in het Heilige Land vóór de komst van de Messias als verboden, omdat het een schending zou zijn van de Drie Eden. Dit zou van toepassing zijn ongeacht of degenen die deze soevereiniteit vestigden religieus of seculier waren.
Een andere reden waarom Haredische joden het zionisme afwezen, los van de oprichting van een staat of immigratie naar Palestina, was de ideologie van het seculiere zionisme zelf. Het doel van het zionisme was in de eerste plaats een transformatie van het joodse volk van een religieuze gemeenschap – waarvan de enige gedeelde eigenschap de Thora was – naar een politieke nationaliteit, met een gemeenschappelijk land, taal en cultuur.
Sholom Dovber Schneersohn, ook wel bekend als de Rebbe Rashab, was de vijfde Lubavitcher Rebbe. Hij verzette zich tegen zowel seculier als religieus zionisme. In 1903 publiceerde hij Kuntres Uma'ayan, dat een sterke kritiek op het zionisme bevatte. Hij was bezorgd dat nationalisme het jodendom zou vervangen als de basis van joodse identiteit.
Rav Elyashiv veroordeelde ook de acties van religieuze joden die zich bij zionistische organisaties aansloten, omdat dit volgens hem betekende dat zij zich afscheidden van het authentieke jodendom. In 2010 publiceerde Rav Elyashiv een brief waarin hij de Shas-partij bekritiseerde voor het toetreden tot de Zionistische Wereldorganisatie. Hij schreef dat de partij "zijn rug keert naar de basisprincipes van het Charedische jodendom van de afgelopen honderd jaar." Hij vergeleek deze stap met de beslissing van de Mizrachi-beweging om zich bij de WZO aan te sluiten [meer dan honderd jaar geleden], wat volgens hem de doorslaggevende factor was in hun afscheiding van het authentieke Torah-jodendom.

## Nationalisme in het moderne heidendom
Het heidendom komt opnieuw naar voren als een fascinerend onderwerp in de 18e tot 19e-eeuwse Romantiek, met name in het kader van literaire Vikingrevivals. Deze revivals portretteerden historische polytheïsten uit de Keltische, Slavische en Germaanse culturen als nobele wilden.
De Romantische interesse in niet-klassieke oudheid viel samen met de opkomst van Romantisch nationalisme en de vorming van nationale staten in de context van de revoluties van 1848. Dit leidde tot de creatie van nationale epieken en mythes voor de pasgevormde staten. Heidense of folkloristische onderwerpen waren ook gangbaar in de muzikale nationalistische bewegingen van die periode.
Germaans occultisme en neopaganisme kwamen op in het begin van de 20e eeuw en kregen invloed, met overtuigingen zoals Ariosofie die samengingen met de extreemrechtse Völkisch-beweging, wat uiteindelijk uitmondde in het nazisme. Voortzettingen van vergelijkbare overtuigingen na de Tweede Wereldoorlog hebben geleid tot de opkomst van het Wotansvolk, een beweging van witte nationalistische neopaganisten, in de late 20e eeuw.
Organisaties zoals de Armanen-Orden vertegenwoordigen belangrijke ontwikkelingen van neo-heidense esoterie en Ariosophie na de Tweede Wereldoorlog, maar ze vormen niet allemaal vormen van nazistische esoterie. Sommige noord-Europese neopaganistische groepen, zoals Theods, Ásatrúarfélagið en Viðartrúar, hebben expliciet verklaard dat neo-nazisme niet veel voorkomt onder hun leden. Aan de andere kant zijn er neopaganistische organisaties met nauwe banden met neo-nazisme, zoals de Artgemeinschaft of de Heathen Front, en de aantrekkingskracht van veel neo-nazi's tot het Germaans heidendom blijft met name in Duitsland een probleem.

## Shinto
De term 'Staatssjintoïsme' werd gebruikt om de keizerlijke Japanse praktijken die steunden op het Shintoïsme ter ondersteuning van de nationalistische ideologie te classificeren en af te schaffen. Door expliciet te vermijden Shinto-praktijken volledig te verbieden, kon de naoorlogse grondwet van Japan de volledige vrijheid van godsdienst behouden.

## Sikh
De Khalistan-beweging is een separatistische beweging onder de Sikhs die streeft naar de oprichting van een onafhankelijke staat genaamd Khālistān ('Land van de Khalsa') in de regio Punjab. De voorgestelde staat zou bestaan uit het huidige Punjab, zowel in India als in Pakistan.

## Andere religieuze bewegingen en nationalisme
Op het Koreaanse schiereiland liet de Donghak-beweging en haar leider, Choe Je-u, zich inspireren door Koreaanse katholieke missionarissen. Zij verwierpen echter de door de missionarissen verkondigde 'westerse leer' en stelden deze tegenover de inheemse 'oosterse leer'. In 1894 begonnen zij een opstand in de provincie Jeolla in het zuidwesten van Korea. De Donghak-beweging diende als model voor latere bewegingen zoals Daejonggyo en Jeungsan-gyo, evenals voor andere religieus-nationalistische groepen. De door boeddhisten beïnvloede Daejonggyo-beweging financierde guerrillastrijders in Mantsjoerije tijdens de Japanse overheersing van zowel Korea als Mantsjoerije. De Noord-Koreaanse staatsideologie, Juche, wordt in sommige mensenrechtenrapporten van het Amerikaanse ministerie van Buitenlandse Zaken af en toe geclassificeerd als een religie.